# Festuca rupicaprina
Festuca rupicaprina là một loài thực vật có hoa trong họ Hòa thảo. Loài này được (Hack.) A.Kern. mô tả khoa học đầu tiên năm 1884.